# Tigranes III de Armenia
Tigranes III fue Rey de Armenia de 20 a. C. a 12 a. C.'. Fue el segundo hijo de Artavasdes II y hermano de Artaxias II.
En el año 20 a. C. los armenios enviaron una embajada a Augusto alegando que no querían que Artaxias se mantuviera en el trono durante más tiempo y solicitando que Tigranes, un hermano de Artaxias rehén de los romanos, lo sustituyera. Augusto envió un gran ejército liderado por Tiberio a Armenia con el fin de deponer a Artaxias, No obstante, antes de que este ejército llegara, el monarca armenio fue asesinado por sus parientes. 
Su reinado estuvo marcado por el establecimiento de un protectorado romano en Armenia. El monarca armenio falleció en el año 12 a. C. y a su muerte el trono se disputó entre sus hijos, nacidos de diferentes madres, Tigranes IV y su hija, Erato de Armenia.
| Predecesor: Artaxias II | Rey Armenia (de la Dinastía artáxida) 20 a. C. - 12 a. C. | Sucesor: Tigranes IV Erato de Armenia |